# Sloupské skalní město
Sloupské skalní město se nachází při jihovýchodním okraji obce Sloup v Čechách na Českolipsku, vzdušnou čarou asi 1 km na východ od zdejšího skalního hradu. Jsou zde desítky pískovcových věží oblíbených horolezci, jeskyně, vyhlídky, značené okruhy.

## Zajímavé části skalního města
Mimo skalních věží, vyhledávaných horolezci, pozoruhodnými turistickými cíli v okolí skalního města jsou skalní hrad Sloup, Samuelova jeskyně, lesní divadlo a rozhledna Na stráži. Přes skalní město vede řada turistických tras, a to jak značení místního, tak i značení provedeného Klubem českých turistů. Na místních vyhlídkových trasách, vybudovaných péčí zdejší obce a Lesů ČR, je několik upravených skalních vyhlídek, upravené stezky a odpočinková místa s lavičkami.

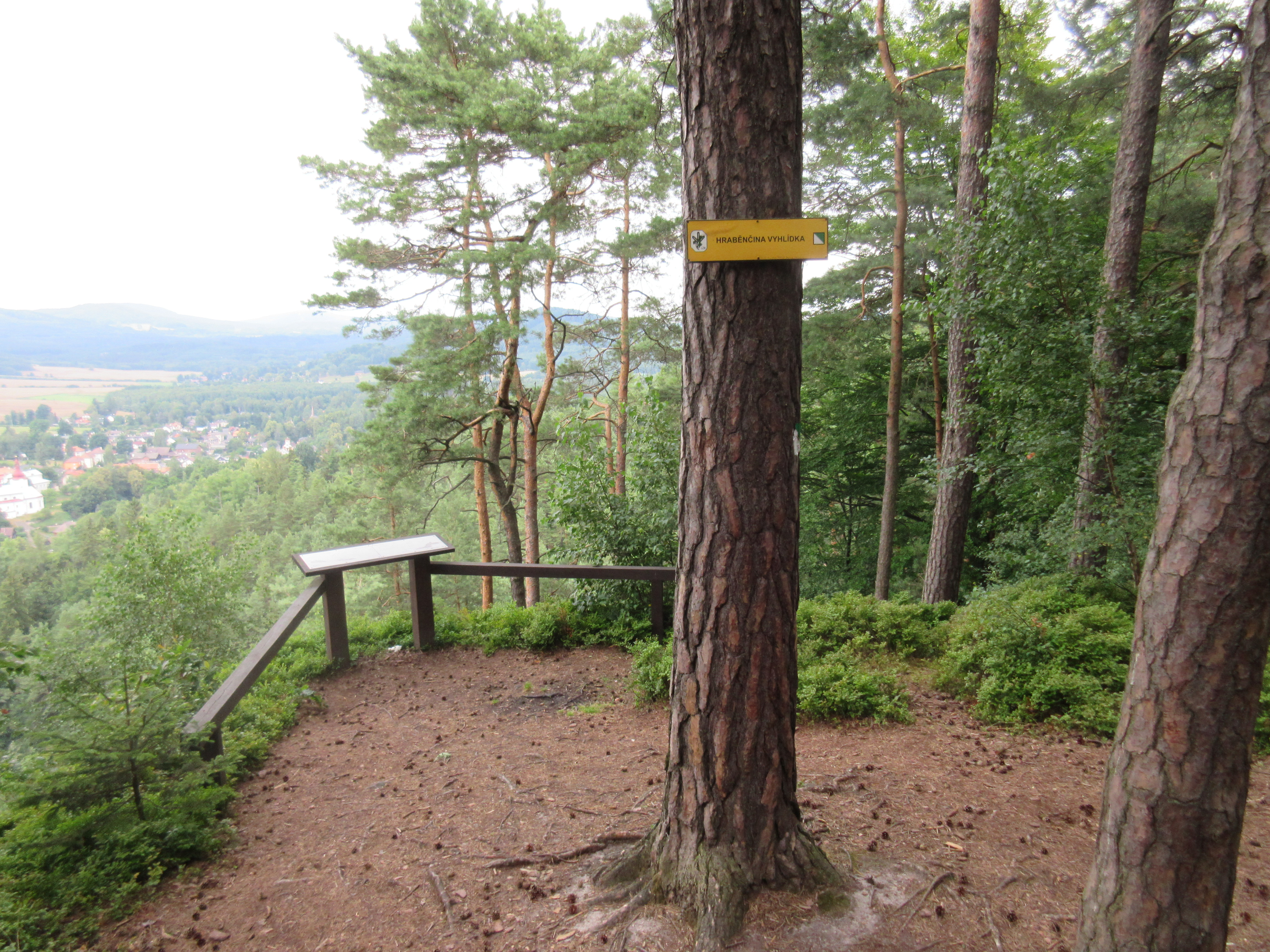
Hraběnčina vyhlídka

## Skalní útvary v okolí
V druhé strany silnice protínající obec pod skalním městem je jednak hlavní atrakce skalní hrad Sloup na Poustevnickém kameni a také nedaleký Cikánský důl. Směrem k sousední obci Svojkov je Modlivý důl a další skalní město Svojkovské skály.